# Valley megye (Idaho)
Valley megye az Amerikai Egyesült Államokban, azon belül Idaho államban található. Megyeszékhelye Cascade, legnagyobb városa McCall. Lakosainak száma 11 746 fő (2020. április 1.). Valley megye Idaho, Boise, Adams, Gem, Custer és Lemhi megyékkel határos.

## Népesség
A megye népességének változása:
| Lakosok száma | 9781 | 9606 | 9524 | 9606 | 10 103 | 11 746 |
|               | 2010 | 2011 | 2012 | 2013 | 2015   | 2020   |